# Convolvulus kurdistanicus
Convolvulus kurdistanicus är en vindeväxtart som beskrevs av Mozaff.. Convolvulus kurdistanicus ingår i släktet vindor, och familjen vindeväxter. Inga underarter finns listade i Catalogue of Life.